# Республика Конго на летних Олимпийских играх 2016
Республика Конго на летних Олимпийских играх 2016 года была представлена 10 спортсменами в 5 видах спорта. Это вторая по численности олимпийская делегация в истории страны. В 1980 году на Играх в Москве выступили 23 конголезских спортсменов. Знаменосцем сборной Республики Конго, как на церемонии открытия Игр, так и на церемонии закрытия был победитель Африканских игр 2015 года легкоатлет Франк Элемба. На Играх в Рио-де-Жанейро Элемба был близок к завоеванию первой в истории Конго олимпийской медали. В соревнованиях в толкании ядра он с результатом 21,20 м, который стал новым национальным рекордом, занял 4-е место, уступив в борьбе за бронзу всего 16 см. По итогам соревнований сборная Республики Конго, принимавшая участие в своих двенадцатых летних Олимпийских играх, вновь осталась без медалей.

## Состав сборной
Бокс
1. Дивал Малонга
2. Анауэль Нгамиссенге

 Дзюдо
1. Део Нгокаба

 Лёгкая атлетика
1. Франк Элемба
2. Сесилия Буэль

 Настольный теннис
1. Ван Цзянань
2. Сураджу Сака
3. Хань Син

 Плавание
1. Динов Кока
2. Беллор Сангала

## Результаты соревнований

### Бокс
Квоты, завоёванные спортсменами являются именными. Если от одной страны путёвки на Игры завоюют два и более спортсмена, то право выбора боксёра предоставляется национальному Олимпийскому комитету. Соревнования по боксу проходят по системе плей-офф. Для победы в олимпийском турнире боксёру необходимо одержать либо четыре, либо пять побед в зависимости от жеребьёвки соревнований. Оба спортсмена, проигравшие в полуфинальных поединках, становятся обладателями бронзовых наград.
Мужчины
| Категория | Спортсмены          | Первый раунд                   | Второй раунд         | Четвертьфинал        | Полуфинал            | Финал                | Место                |
| Категория | Спортсмены          | Соперник Результат             | Соперник Результат   | Соперник Результат   | Соперник Результат   | Соперник Результат   | Место                |
| --------- | ------------------- | ------------------------------ | -------------------- | -------------------- | -------------------- | -------------------- | -------------------- |
| до 64 кг  | Дивал Малонга       | UZBФ. Гаибназаров (5) П TKO R3 | завершил выступление | завершил выступление | завершил выступление | завершил выступление | завершил выступление |
| до 75 кг  | Анауэль Нгамиссенге | ALGИ. Аббади П 0:3             | завершил выступление | завершил выступление | завершил выступление | завершил выступление | завершил выступление |

### Водные виды спорта

#### Плавание
В следующий раунд на каждой дистанции проходят спортсмены, показавшие лучший результат, независимо от места, занятого в своём заплыве.
Мужчины
| Дистанция                | Спортсмены | Предварительный раунд | Предварительный раунд | Предварительный раунд | Полуфинал | Полуфинал | Полуфинал | Финал     | Финал |
| Дистанция                | Спортсмены | Заплыв                | Результат             | Место                 | Заплыв    | Результат | Место     | Результат | Место |
| ------------------------ | ---------- | --------------------- | --------------------- | --------------------- | --------- | --------- | --------- | --------- | ----- |
| 50 метров вольным стилем | Динов Кока |                       |                       |                       |           |           |           |           |       |

Женщины
| Дистанция                | Спортсмены     | Предварительный раунд | Предварительный раунд | Предварительный раунд | Полуфинал | Полуфинал | Полуфинал | Финал     | Финал |
| Дистанция                | Спортсмены     | Заплыв                | Результат             | Место                 | Заплыв    | Результат | Место     | Результат | Место |
| ------------------------ | -------------- | --------------------- | --------------------- | --------------------- | --------- | --------- | --------- | --------- | ----- |
| 50 метров вольным стилем | Беллор Сангала |                       |                       |                       |           |           |           |           |       |

### Дзюдо
Соревнования по дзюдо проводились по системе с выбыванием. В утешительные раунды попадали спортсмены, проигравшие полуфиналистам турнира. Два спортсмена, одержавших победу в утешительном раунде, в поединке за бронзу сражались с дзюдоистами, проигравшими в полуфинале.
Мужчины
| Категория    | Спортсмены  | 1/32 финала        | 1/16 финала        | 1/8 финала         | Четвертьфинал      | Полуфинал          | Финал              | Место |
| Категория    | Спортсмены  | Соперник Результат | Соперник Результат | Соперник Результат | Соперник Результат | Соперник Результат | Соперник Результат | Место |
| ------------ | ----------- | ------------------ | ------------------ | ------------------ | ------------------ | ------------------ | ------------------ | ----- |
| свыше 100 кг | Део Нгокаба |                    |                    |                    |                    |                    |                    |       |

### Лёгкая атлетика
Мужчины
Технические дисциплины
| Дисциплина    | Спортсмен    | Квалификация | Квалификация | Финал     | Финал |
| Дисциплина    | Спортсмен    | Результат    | Место        | Результат | Место |
| ------------- | ------------ | ------------ | ------------ | --------- | ----- |
| толкание ядра | Франк Элемба |              |              |           |       |

Женщины
Беговые дисциплины
| Дисциплина        | Спортсмен     | Предварительный раунд | Предварительный раунд | Предварительный раунд | Четвертьфиналы | Четвертьфиналы | Четвертьфиналы | Полуфиналы | Полуфиналы | Полуфиналы | Финал | Финал |
| Дисциплина        | Спортсмен     | Забег                 | Время                 | Место                 | Забег          | Время          | Место          | Забег      | Время      | Место      | Время | Место |
| ----------------- | ------------- | --------------------- | --------------------- | --------------------- | -------------- | -------------- | -------------- | ---------- | ---------- | ---------- | ----- | ----- |
| бег на 100 метров | Сесилия Буэль |                       |                       |                       |                |                |                |            |            |            |       |       |

### Настольный теннис
Соревнования по настольному теннису проходили по системе плей-офф. Каждый матч продолжался до тех пор, пока один из теннисистов не выигрывал 4 партии. Сильнейшие 16 спортсменов начинали соревнования с третьего раунда, следующие 16 по рейтингу стартовали со второго раунда.
Обе олимпийские лицензии спортсмены Республики Конго завоевали по итогам теннисного турнира Африканских игр 2015 года. Ещё одну путёвку для страны принёс Сураджу Сака, пробившийся в финал африканской квалификации.
Мужчины
| Соревнование     | Спортсмены   | Квалификация         | Первый раунд         | Второй раунд              | Третий раунд         | 1/8 финала           | 1/4 финала           | Полуфинал            | Финал                |
| Соревнование     | Спортсмены   | Соперник Результат   | Соперник Результат   | Соперник Результат        | Соперник Результат   | Соперник Результат   | Соперник Результат   | Соперник Результат   | Соперник Результат   |
| ---------------- | ------------ | -------------------- | -------------------- | ------------------------- | -------------------- | -------------------- | -------------------- | -------------------- | -------------------- |
| одиночный разряд | Ван Цзянань  | EGYХ. Ассар В 4:3    | BRAГ. Цубой В 4:0    | SWEК. Карлссон (20) П 1:4 | завершил выступление | завершил выступление | завершил выступление | завершил выступление | завершил выступление |
| одиночный разряд | Сураджу Сака | PURБ. Афанадор П 3:4 | завершил выступление | завершил выступление      | завершил выступление | завершил выступление | завершил выступление | завершил выступление | завершил выступление |

Женщины
| Соревнование     | Спортсмены | Квалификация       | Первый раунд           | Второй раунд          | Третий раунд          | 1/8 финала            | 1/4 финала            | Полуфинал             | Финал                 |
| Соревнование     | Спортсмены | Соперник Результат | Соперник Результат     | Соперник Результат    | Соперник Результат    | Соперник Результат    | Соперник Результат    | Соперник Результат    | Соперник Результат    |
| ---------------- | ---------- | ------------------ | ---------------------- | --------------------- | --------------------- | --------------------- | --------------------- | --------------------- | --------------------- |
| одиночный разряд | Хань Син   | PHIИ. Лариба В 4:0 | THAС. Саветтабут П 3:4 | завершила выступление | завершила выступление | завершила выступление | завершила выступление | завершила выступление | завершила выступление |